# Cité de Westminster
City of Westminster
Pour les articles homonymes, voir Westminster (homonymie).
La Cité de Westminster (en anglais : City of Westminster) est une cité et un borough du Grand Londres. Elle compte 255 324 habitants selon les estimations de 2018. Historiquement située dans le Middlesex, elle a pour devise, en latin : « Custodi Civitatem Domine », ce qui signifie : « Gardez la cité, Seigneur ». La Cité de Westminster est élargie en 1965 au-delà de ses frontières historiques pour y inclure St Marylebone et Paddington.
Elle couvre la plus grande partie du West End londonien et abrite les principales institutions politiques du pays, avec le palais de Westminster (siège du Parlement du Royaume-Uni) et la Cour royale de justice, ainsi que le palais de Buckingham (résidence officielle du souverain britannique) et le 10 Downing Street (résidence officielle du Premier ministre). Au sud-ouest du palais de Westminster se trouve également l'abbaye de Westminster, centre cultuel de l'anglicanisme et lieu traditionnel du couronnement et de sépulture des monarques britanniques.

## Géographie
Une partie importante de la superficie de la cité est occupée par les espaces verts, dont cinq des neuf parcs royaux de la capitale : Green Park, Hyde Park, Kensington Gardens (sauf la partie à l'ouest de Broadwalk), Regent's Park (sauf la partie à l'est de Broadwalk) et St James's Park. La cathédrale de Westminster, église-mère de la communauté catholique britannique, se trouve également dans la circonscription.

### Districts
La Cité de Westminster est divisée en districts, appelés wards en anglais, au même titre que les autres boroughs londonien. Les districts de Westminster, au nombre de 21, sont :
- Abbey Road
- Bayswater
- Bryanston and Dorset Square
- Church Street
- Churchill
- Harrow Road
- Hyde Park
- Knightsbridge and Belgravia
- Lancaster Gate
- Little Venice
- Maida Vale
- Marylebone High Street
- Pimlico
- Queen's Park
- Regent's Park
- St James's
- Tachbrook
- Vincent Square
- Warwick
- West End
- Westbourne

### Quartiers

Districts de la Cité de Westminster.

Les districts de la cité couvrent la totalité ou une partie des autres quartiers suivants : Belgravia, Covent Garden (en partie, aussi dans le borough de Camden), Fitzrovia (en partie, aussi dans le borough de Camden), Holborn (en partie, aussi dans le borough de Camden), Knightsbridge, Lisson Grove, Little Venice, Maida Hill, Mayfair, Marylebone, Millbank, Paddington, Pimlico, St John's Wood, Soho (incluant Chinatown) et Westminster.

### Transports

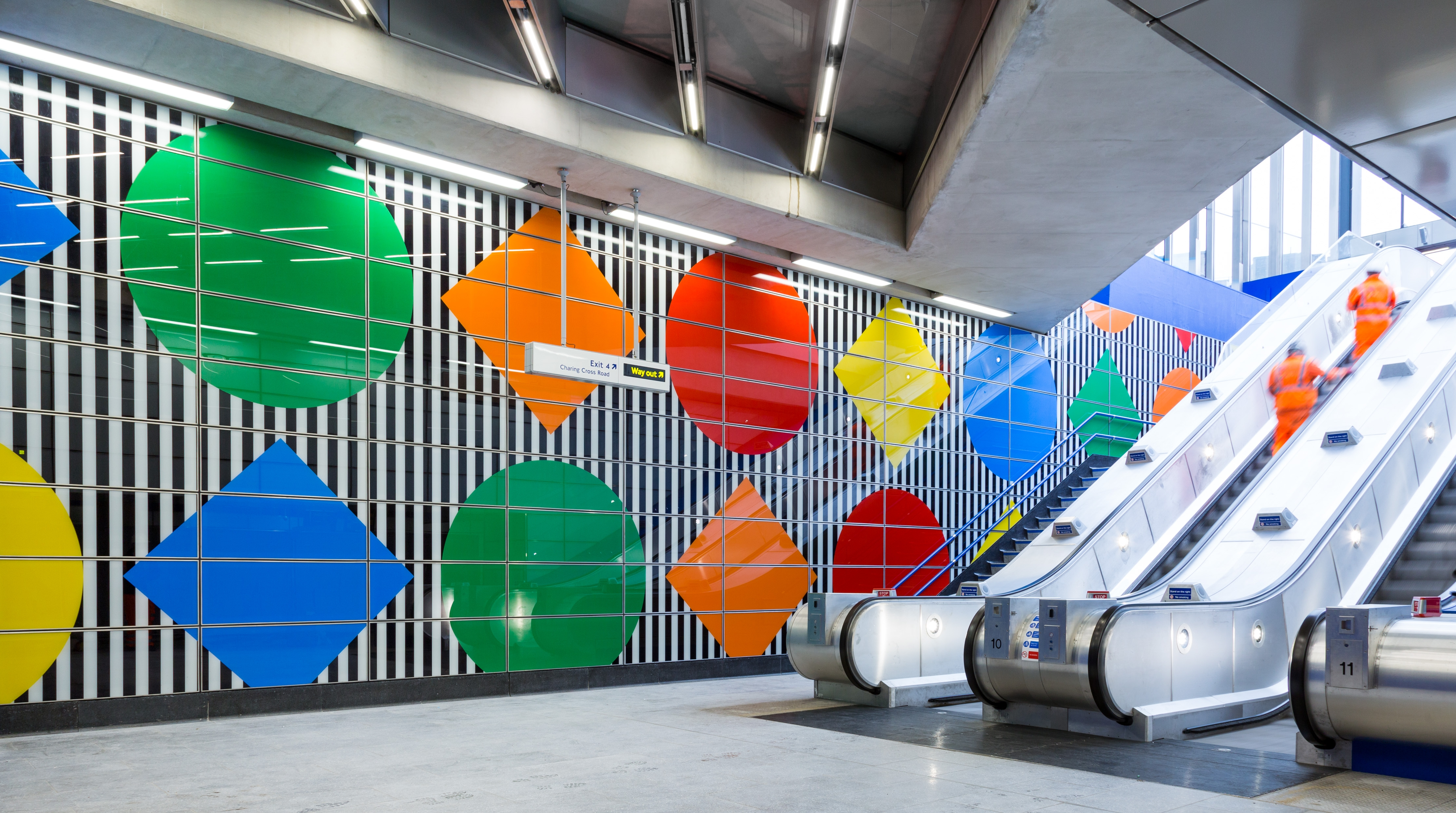
La station Tottenham Court Road du métro de Londres, à la limite avec le borough londonien de Camden.

La Cité de Westminster est desservie par 27 stations du métro de Londres, par lesquelles passe un total de dix lignes. Elle compte en outre quatre gares du réseau du National Rail : Charing Cross, Marylebone, Paddington et Londres-Victoria.

### Lieux d'intérêt
Outre les institutions politiques, la Cité de Westminster couvre un nombre important de lieux de vie londoniens, notamment le Piccadilly Circus, la Leicester Square, le musée du transport de Londres, Fortnum & Mason, la Royal Opera House, la Carnaby Street, les Serpentine Galleries, le Sherlock Holmes Museum, la Royal Academy, la Royal Institution, le Royal Albert Hall, le palais Saint James, la Regent Street, la Trafalgar Square, la National Gallery, l'Oxford Street, le zoo de Londres, le Tate Britain, Liberty, la Burlington Arcade, la Clarence House, le Palace Theatre, les bains publics de Marshall Street, ainsi que la Banqueting House.
Westminster compte douze mille immeubles classés.

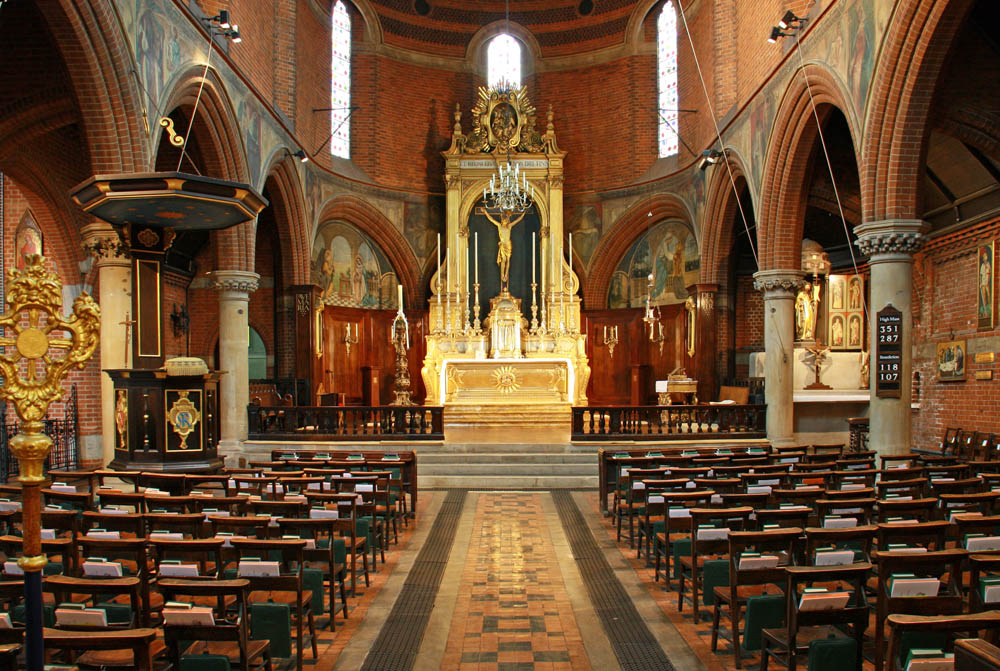
L'église Sainte-Marie (1874) sur Bourne Street, près de Sloane Square, dans le quartier de Belgravia.
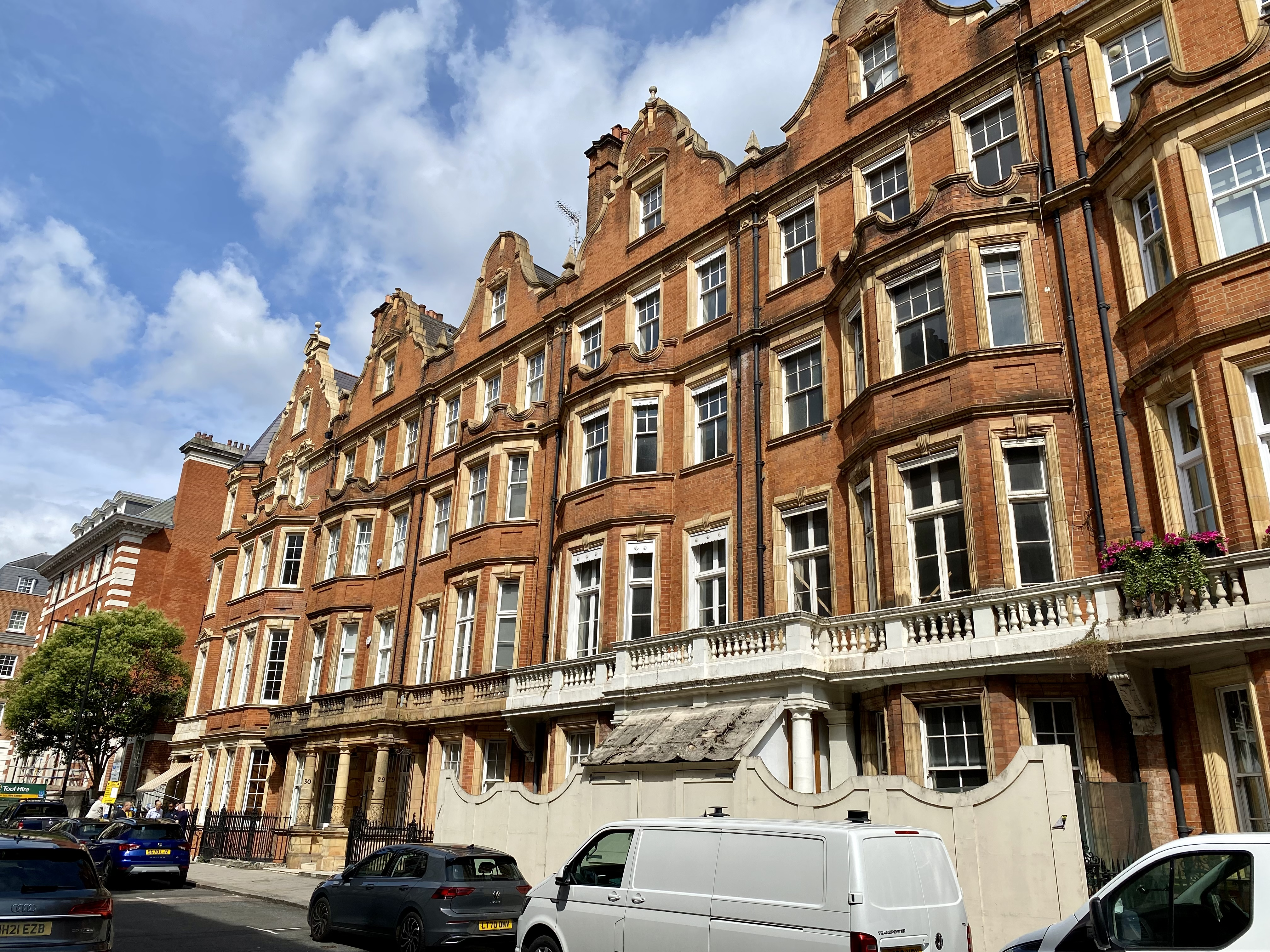
Green Street à Mayfair.
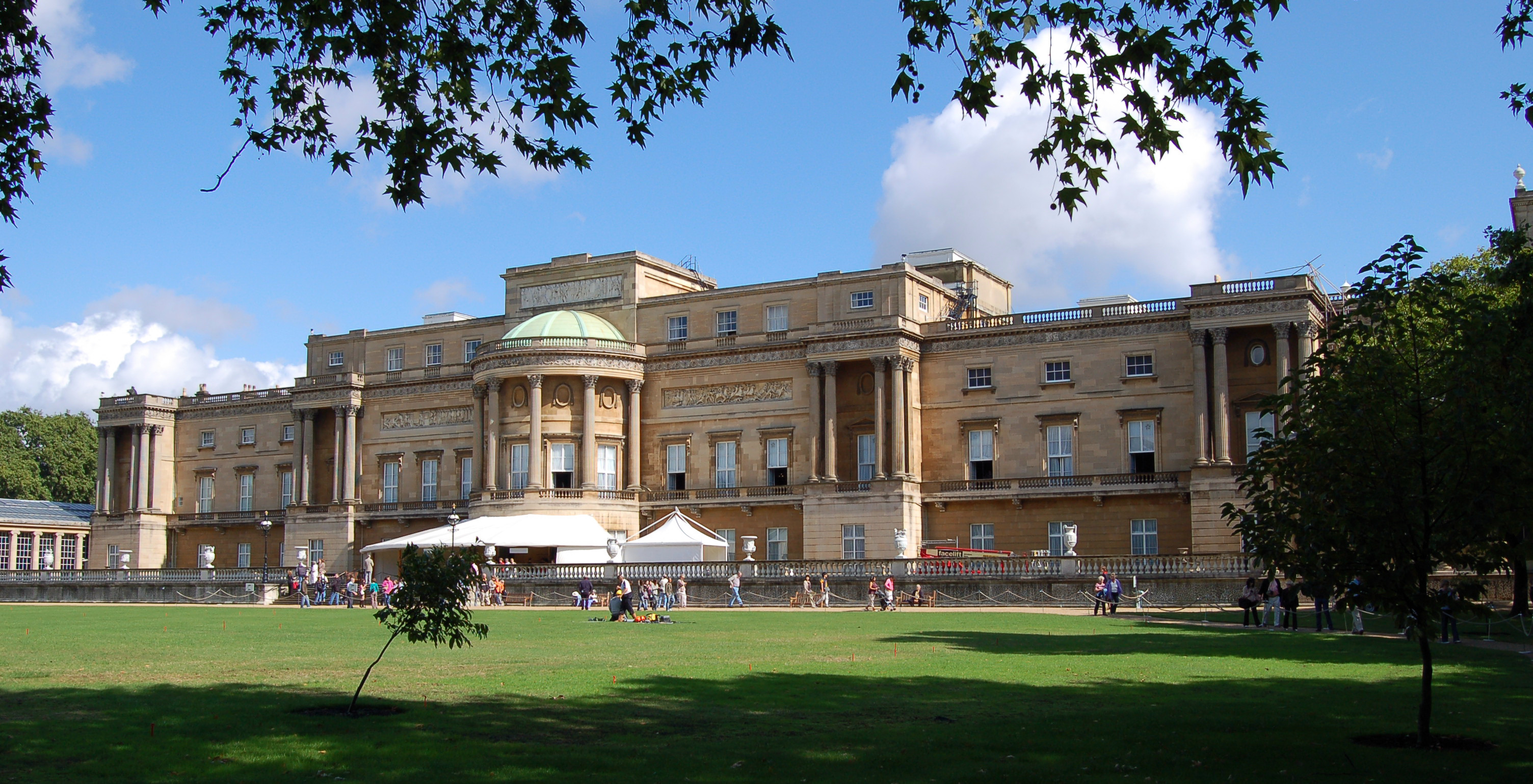
Le palais de Buckingham, vu côté jardin, résidence officielle du souverain britannique.
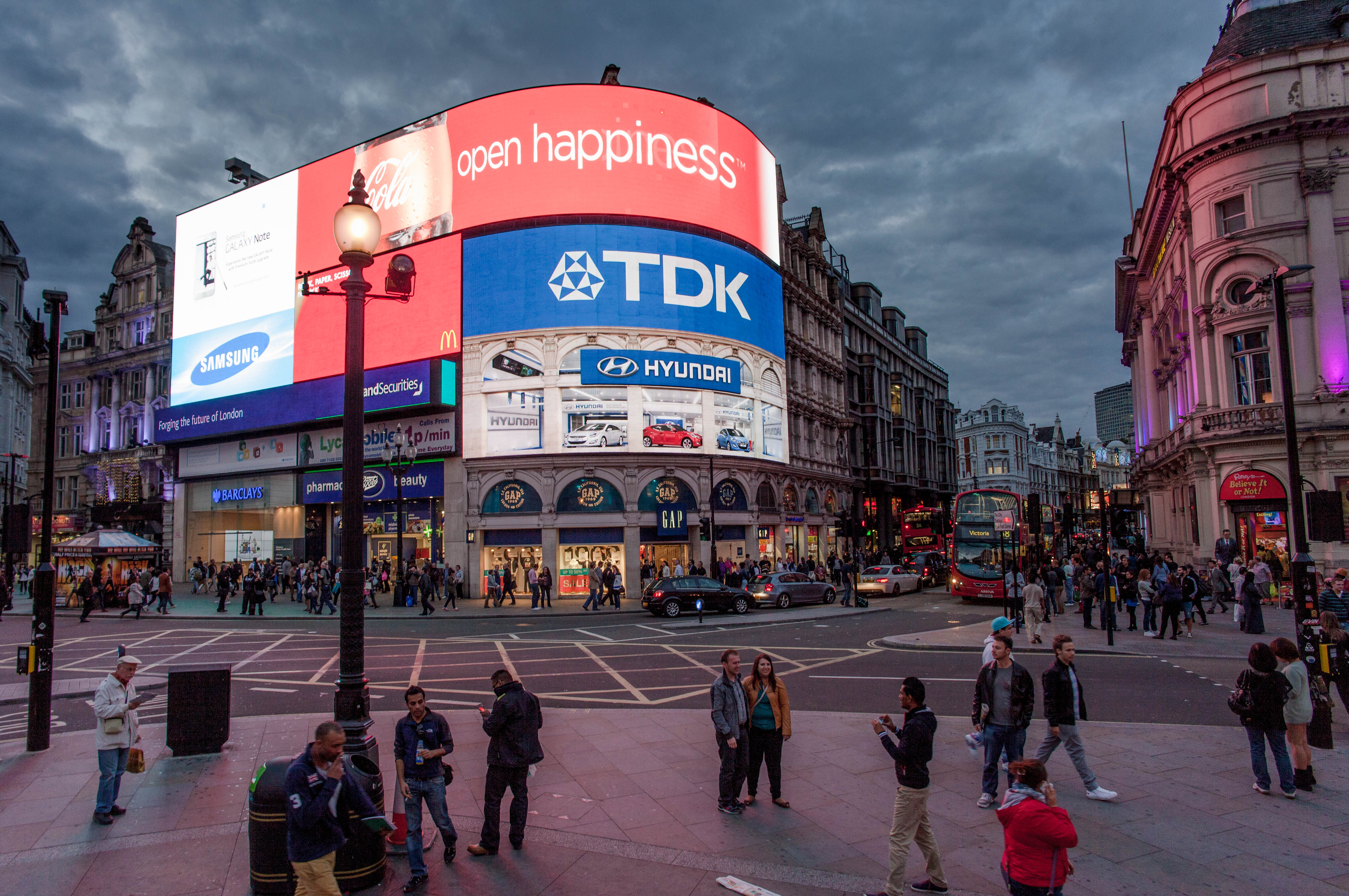
Picadilly Circus.

## Politique

### Administration locale
La Cité de Westminster est comprise dans la circonscription de West Central, représentée à l'Assemblée de Londres par Tony Devenish (conservateur). Le conseil municipal (Westminster City Council) est actuellement composé de 60 membres (48 du Parti conservateur et 12 du Parti travailliste). Le maire de la Cité de Westminster possède le titre de lord-maire (Lord Mayor).

### Représentation nationale
La cité est représentée à la Chambre des communes du Royaume-Uni par deux députés. Karen Buck (élue depuis 1997), membre du Parti travailliste, est élue dans la circonscription de Westminster North. Nickie Aiken (élue depuis 2019), membre du Parti conservateur, est élue dans la circonscription de Cities of London and Westminster, englobant elle-même le lieu de réunion parlementaire, le palais de Westminster.